# Baeonoma mastodes
Baeonoma mastodes es una especie de polilla del género Baeonoma, orden Lepidoptera.
Fue descrita científicamente por Meyrick en 1916.

## Descripción
Su envergadura es de 15 a 19 mm.

## Distribución
Se encuentra en Guyana Francesa.